# Grote pieper
De grote pieper (Anthus richardi) is een zangvogel uit de familie piepers en kwikstaarten (Motacillidae).

## Kenmerken
Net als de andere soorten piepers zoals de graspieper en de waterpieper, is de grote pieper een betrekkelijk onopvallende, slanke vogelsoort, bruin van kleur en met een lange staart. De grote pieper onderscheidt zich door zijn formaat: 17 - 20 cm, 3 tot 4 cm groter dan water- of graspieper. De poten zijn relatief lang, licht gekleurd en ook de houding is anders, vaak met gestrekte hals.

## Verspreiding en leefgebied
De grote pieper broedt in het zuiden van Siberië, Mongolië en Midden- en Oost-China. In het najaar trekken deze vogels naar het zuiden en overwinteren op het Indisch Subcontinent en delen van Zuidoost-Azië. Een klein gedeelte trekt naar het westen en wordt daardoor in veel West-Europese landen gezien als zeldzame doortrekker en wintergast.

## Voorkomen in Nederland en België
In Nederland en België is de grote pieper een zeldzame vogel. Grote piepers worden in uiterst klein aantal waargenomen op de trek, vooral in de maanden september en oktober. Tijdens de voorjaarstrek zijn er veel minder waarnemingen; winterwaarnemingen zijn schaars. Het aantal waarnemingen is de laatste tijd gestegen, maar dit komt vooral door meer oplettendheid en betere optiek van de waarnemers.

## Taxonomie
In de vorige eeuw, toen DNA-onderzoek naar de taxonomie van de vogels nog in de kinderschoenen stond, werd de soort Anthus richardi opgevat als een supersoort en werden de Nieuwzeelandse pieper (A. novaeseelandiae), veldpieper (A. rufulus), kaneelpieper (A. cinnamomeus) en de Australische pieper (A. australis) beschouwd als ondersoorten van de grote pieper.